# Er più - Storia d'amore e di coltello (film)
Er più - Storia d'amore e di coltello è un film del 1971 diretto da Sergio Corbucci.
Il film si ispira alla figura di Romeo Ottaviani, detto er Tinèa, un famoso bullo romano, Er più de Trastevere.

## Trama
Roma 1900. Il pescivendolo Nino Patroni, detto Er Più de Borgo, ha appena scontato una breve condanna per violenza. È un capo rione, la personalità di rispetto che spadroneggia imponendo un ordine e una legge alternativi a quelli dello Stato. Augustarello del quartiere di San Giovanni rivaleggia spavaldamente Nino, pretendendo addirittura la mano della bellissima fidanzata Rosa Turbine. I due hanno l'ennesima lite presso un'osteria che rischia di degenerare in un accoltellamento, impedito dal tempestivo intervento della ragazza. Un maresciallo del Corpo delle Guardie di Città, un bonario emiliano, per poter sorvegliare i due, si affida a Er Cinese, un rigattiere, usuraio e confidente malvisto nel rione.
Augustarello continua ad insidiare Rosa Turbine, e Nino, informato dal Cinese, malmena il rivale, provocando la ritorsione da parte dei fratelli di Augustarello, che in assenza irrompono nel negozio di Nino mettendolo a soqquadro. Il maresciallo accorso incolpa i vandali elevando loro una consistente ammenda ma Nino interviene per coprirli affinché la questione tra "uomini d'onore" resti privata, offrendosi addirittura di riconciliarsi. Rosa Turbine invece è preoccupata e decide di chiedere al "cinese" di informare la polizia della sfida, ma il Cinese le chiede una ricompensa e le fa delle proposte che Rosa non può accettare, così si rivolge a Nino che lo costringe ad una rapida e vergognosa fuga.

Rosa allora, stanca della diatriba e temendo per la vita di Nino, viene da lui rassicurata con la decisione della data delle nozze. Nino soprassiede con superiorità alle provocazioni di Augustarello, il quale infine viene umiliato nell'osteria nel celebre gioco della Passatella, venendo fatto "ormo", ovvero lasciato senza bere. È l'ennesimo affronto per il rivale, che degenera con l'accoltellamento di Nino; nella fuga, Augustarello inciampa, e si trafigge accidentalmente con la sua stessa lama, morendo.
Ritenendolo responsabile della morte del fratello, Bartolo paga le cure perché Nino guarisca e lo possa affrontare in un duello all'ultimo sangue, richiesta accolta onde pararsi da ogni ignominia. Eludendo le suppliche e l'ultimatum di Rosa, egli si presenta nel luogo della disfida ma durante il combattimento, irrompe improvvisamente il maresciallo, informato dalla giovane, con l'intento di fare da paciere neutrale, essendosi appena dimesso dal Corpo di P.S. e confermando a Bartolo l'estraneità del rivale.
Nino torna a Borgo umiliando pubblicamente Er Cinese per il mancato rispetto nei confronti di lei, per delle sue profferte sessuali, in cambio dell'indicazione sul luogo della contesa, ma questi si vendicherà il giorno delle nozze, sparandogli all'uscita della chiesa.
(Giuseppe Gioachino Belli)

## Sequel
Storia di fifa e di coltello - Er seguito der Più, film del 1972 diretto dal regista Mario Amendola, è un film che vede protagonisti la coppia comica Franco e Ciccio, seguito parodistico della pellicola con Celentano, mantenendone l'ambientazione e buona parte del cast di comprimari.